# Флот из 600 кораблей

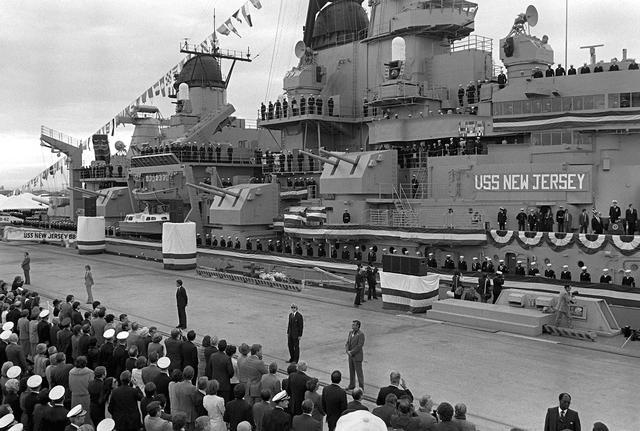
Церемония вступления в строй выведенного из резерва линкора «Нью-Джерси»

Флот из 600 кораблей — программа ВМС США начала 1980-х годов, предусматривавшая форсированное строительство флота после финансовых ограничений, вызванных окончанием войны во Вьетнаме. Программа была важной частью политической платформы, с которой Рональд Рейган участвовал в президентских выборах 1980 года.
Программа включала:
- Возвращение из резерва линейных кораблей типа «Айова»;
- Продление срока службы находящихся в строю кораблей;
- Обширная программа нового строительства;
- Расширение строительства авианосцев типа «Нимиц».

Идею поддержали Джон Леман и Каспар Уайнбергер, которые заняли в кабинете Рейгана посты министра военно-морских сил и министра обороны.

## История
Во время войны во Вьетнаме все четыре рода войск вооружённых сил США (армия, флот, морская пехота и авиация) пережили стремительный рост. С окончанием войны военные расходы резко упали, началось сокращение вооружённых сил. К 1978 году по заключению адмирала Дж. Холлоуэя американский флот имел лишь незначительное преимущество перед советским. Опираясь на бывшие военно-морские базы США во Вьетнаме, ВМС СССР начали экспансию в мировом океане, включая Мексиканский залив. Кроме того, СССР усиливал свою военную группировку в Восточной Европе.
В 1979 году захват американского посольства в Тегеране и неудача операции по освобождению заложников, продемонстрировали всему миру ослабление военной мощи США.

## План Рейгана
События в Тегеране подняли в США волну милитаристских настроений, которой поспешили воспользоваться участники президентских выборов 1980 года. Кандидат от республиканской партии Рональд Рейган выдвинул политическую программу, включающую увеличение вооружённых сил перед лицом советской военной угрозы. В рамках этой программы началось усиление вооружённых сил США и выпуск новых систем вооружений, включая стратегический бомбардировщик B-1, боевую машину пехоты M2 «Брэдли», основной боевой танк M1 «Абрамс».

## Развитие военно-морского флота
Наиболее крупные финансовые вливания получил военно-морской флот. При администрации Рейгана вступила в строй головная стратегическая подводная лодка типа «Огайо», крупнейшая субмарина, когда-либо построенная в США. Лодка была вооружена 24 баллистическими ракетами «Трайдент-I» с дальностью стрельбы 7400 км.
Значительно ускорилось строительство авианосцев типа «Нимиц» и многоцелевых подводных лодок типа «Лос-Анджелес». Вступил в строй головной крейсер типа «Тикондерога», оснащённый революционной боевой информационной системой «Иджис». Несколько авианосцев прошли капитальный ремонт по программе увеличения срока службы (Service Life Extension Programs, SLEP). Построенные в 1940-х годах линейные корабли типа «Айова» были выведены из резерва и вооружены ракетами «Гарпун», «Томагавк» и скорострельными артиллерийскими установками «Фаланкс». Этими же ракетами была вооружена большая часть основных боевых кораблей ВМС США.
Ускорилось переоснащение морской авиации новым истребителем-штурмовиком F/A-18 Hornet и новыми модификациями самолётов EA-6 Prowler, A-6 Intruder, F-14 Tomcat.
Хотя программа не была осуществлена полностью, к 1990 году американский флот с 15 авианосными группами, 4 линейными кораблями и более 100 многоцелевыми атомными подводными лодками значительно превосходил все остальные флоты мира.

## Конец программы
Начиная с 1986 года в Конгрессе США всё сильнее проявлялись настроения в пользу сокращения военных расходов. Конфликт министра обороны Каспара Уайнбергера с Конгрессом привел к тому, что в 1987 году этот пост занял более прагматичный Фрэнк Карлуччи. На пост министра военно-морских сил вместо Лемана пришёл Джим Уэбб, который, однако, тоже был активным сторонником расширения флота и расходился с Карлуччи во взглядах на сокращение военных расходов. Вскоре Уэбб подал в отставку в знак протеста против предложенного Карлуччи сокращения 16 фрегатов.
После распада СССР в начале 1990-х годов многие предложенные Рейганом военные программы, включая флот из 600 кораблей, были сокращены или остановлены. Началось сокращение и консервация американских военно-морских баз в Европе и Северной Америке. Были выведены в резерв несколько старых авианосцев и все 4 линкора типа «Айова», после третьего корабля была завершена программа строительства многоцелевых подводных лодок типа «Сивулф».
По состоянию на 2011 год в составе ВМФ США находятся 286 кораблей. Тем не менее, ВМФ США до сих пор остаётся крупнейшим флотом в мире, превышающим по тоннажу 13 крупнейших военных флотов других стран, вместе взятых.